# Йоганн Карл Гессен-Гомбурзький
Йоганн Карл Вільгельм Ернст Людвіг (нім. Johann Karl Wilhelm Ernst Ludwig von Hessen-Homburg), (24 серпня 1706—10 травня 1728) — принц Гессен-Гомбурзький, син ландграфа Фрідріха III Якоба та Єлизавети Доротеї Гессен-Дармштадтської, з 1723 року перебував на російській військовій службі, з 1726 року — полковник.

## Біографія
Йоганн Карл народився 24 серпня 1706 року у Гомбургу. Він був третім сином кронпринца Фрідріха Гессен-Гомбурзького та його першої дружини Єлизавети Доротеї Гессен-Дармштадтської. У 1708 році його батько посів престол Гессен-Гомбурзького ландграфства, а старший брат, Людвіг Вільгельм Груно, був оголошений спадковим принцом. Людвіг і Йоганн Карл виховувалися разом, всі інші їхні брати і сестри померли у ранньому віці. За відгуками сучасників, у тому числі генерала Крістофа Манштейна, домашнє виховання принців було недостатнім для їхнього статусу. В подальшому брати протягом десяти місяців: з квітня 1722 по січень 1723 року відвідували Гессенський університет.
Ландграф Фрідріх ще у 1717 році намагався поступити на російську службу, в подальшому розраховуючи стати герцогом Курляндським. Та хоч цар Петро I і високо цінував військові здібності Фрідріха, вимоги німця здалися йому надмірними. Але не зважаючи на відмову, ландграф на прохання обер-шталмейстера Павла Ягужинського у січні 1723 року погодився відпустити на службу до Петра обох синів.
13 січня 1723 року у супроводі Ягужинського та полковника Левенвольде принци вирушили на схід. За три місяці вони були представлені імператору Петру, який прийняв їх дуже милостиво. Молодих німців описували як статних парубків, високих і красивих. Обидва були вправними у танцях і, судячи з усього, справили добре враження на самодержця.
Борги молоді люди хотіли заплатити за батьківський кошт, та ландграф відразу відмовився від будь-якої матеріальної допомоги синам.
Восени 1723 року Людвиг отримав чин полковника Нарвського полку, а Йоганн Карл став капітаном гвардії. Молодшого брата більше любили та поважали як при дворі, так і у війську. Його називали людиною відмінних якостей.
У 1726 році Йоганн Карл став полковником Лейб-Гвардії Нарвського полку. У грудні 1727 — полковником Російської Імператорської Армії. Йому і брату, що тоді ж отримав чин генерал-майора, було виділено 500 рублів для поїздки на коронацію Петра II.
Весною 1728 року Йоганн Карл захворів на віспу, від якої і помер 10 травня у Фелліні.